# Bettina Grand
Bettina Grand, es una actriz de televisión venezolana. Se ha destacado en el género de las telenovelas comenzó en la exitosa telenovela La pasión de Teresa que le abrió camino para participar en numerosos dramáticos venezolanos, entre sus últimos trabajo destaca su participación en la telenovela de Telemundo En otra piel donde interpreta a Luz Marina.

## Telenovelas
- 1989, La pasión de Teresa (RCTV) - Eva Marina
- 1989, El engaño (RCTV) - Raquel Morris
- 1990, Caribe (RCTV) - Elisa Contreras
- 1993, Dulce ilusión (RCTV) -  Pascualina
- 1995, Ilusiones (RCTV) - Patrizia Ferrini
- 1996, Volver a vivir (RCTV) - Lily Garzón
- 1997, Amor mío (Venevisión) - Ligia Sifuentes
- 1998, Dónde está el amor (telenovela) (RCTV) - Sandra
- 2004, Prisionera (telenovela) (Telemundo) - Sargento Emilia Robinson
- 2006, Las dos caras de Ana (Televisa) - Dr. Arias
- 2010, Sacrificio de mujer (Venevisión) - Selma Lombardo
- 2012, Corazón valiente (Telemundo) - Inés Suárez
- 2013, Pasión prohibida (Telemundo) - Carolina Ramírez
- 2014, En otra piel (Telemundo) - Luz Marina

## Cine
- Acuérdate Del Diccionario - La Feminista
- Antes De Morir - La Gata
- La Mujer Ajena - ligia

## Teatro
- Esta Arena Morada
- Cada quien su Vida
- Señor Bolero